# Earthbound (King Crimson)
Earthbound è il primo album dal vivo del gruppo musicale britannico King Crimson, pubblicato il 9 giugno 1972 dalla Island Records.

## Descrizione
L'album raccoglie cinque tracce registrate nel corso del tour statunitense dei King Crimson dell'inizio del 1972, il quale seguì di poco la fine del sodalizio artistico tra Robert Fripp e Peter Sinfield e fu anche l'ultimo intrapreso dalla formazione che aveva inciso Islands. All'epoca della pubblicazione dell'album, il gruppo si era già disciolto.
Come confermato dalle note di copertina, le registrazioni furono effettuate dal mixer di palco direttamente su audiocassette stereo Ampex a bassa fedeltà, il che ne rendeva impossibile il missaggio. Ne risultò una qualità audio oggettivamente scarsa che fra l'altro indusse il mercato discografico statunitense a rifiutare, in un primo tempo, la pubblicazione dell'album.
Le tracce dell'album sono tratte dai seguenti concerti:
- 11 febbraio 1972, Armoury - Willmington, Delaware (21st Century Schizoid Man, Groon)
- 26 febbraio 1972, Baseball Park - Jacksonville, Florida (The Sailor's Tale)
- 27 febbraio 1972, Kemp Coliseum - Orlando, Florida (Earthbound)
- 10 marzo 1972, The Barn - Peoria, Illinois (Peoria)

Peoria e Earthbound sono due jam improvvisate e pertanto inedite prima di allora.
Il brano Groon, originariamente pubblicato nel 1970 come lato B del singolo Cat Food, è qui dilatato alla considerevole durata di 15:30 e include un assolo di Ian Wallace alla batteria, filtrata attraverso un sintetizzatore EMS VCS3 controllato dal vivo dal fonico Hunter McDonald.
Per molti anni dopo la pubblicazione, Robert Fripp si è attivamente opposto alla ristampa di quest'album, considerandolo una sorta di errore di percorso. La grande richiesta da parte di fan e collezionisti ha fatto sì che l'album venisse ristampato nel 2002 e nuovamente nel 2017 dalla Discipline Global Mobile, di proprietà di Fripp.

## Tracce
Lato A
1. 21st Century Schizoid Man – 11:45 (Robert Fripp, Greg Lake, Ian McDonald, Michael Giles, Peter Sinfield)
2. Peoria – 7:30 (Robert Fripp, Mel Collins, Boz Burrell, Ian Wallace)
3. The Sailor's Tale – 4:45 (Robert Fripp)

Lato B
1. Earthbound – 7:08 (Robert Fripp, Mel Collins, Boz Burrell, Ian Wallace)
2. Groon – 15:30 (Robert Fripp)

## Formazione
- Robert Fripp – chitarra elettrica
- Mel Collins – sassofono contralto, tenore e baritono, mellotron
- Boz Burrell – basso, voce
- Ian Wallace – batteria